# Acacia elachantha
Acacia elachantha — вид квіткових рослин з родини бобових. Ареал: Австралія (Західна Австралія, Північна територія, Квінсленд, Південна Австралія).

## Середовище проживання
Росте переважно на піщаних рівнинах у темно-червоних піщаних або супіщаних ґрунтах, але також зустрічається вздовж водотоків або дренажних ліній, а також на невисоких скелястих пагорбах або латеритних рівнинах у часто скелетних ґрунтах. Він часто зустрічається в порушених районах, таких як узбіччя доріг. Він часто є частиною високих відкритих чагарникових угруповань або низьких відкритих лісів разом із видами евкаліптів.

## Біоморфологічна характеристика

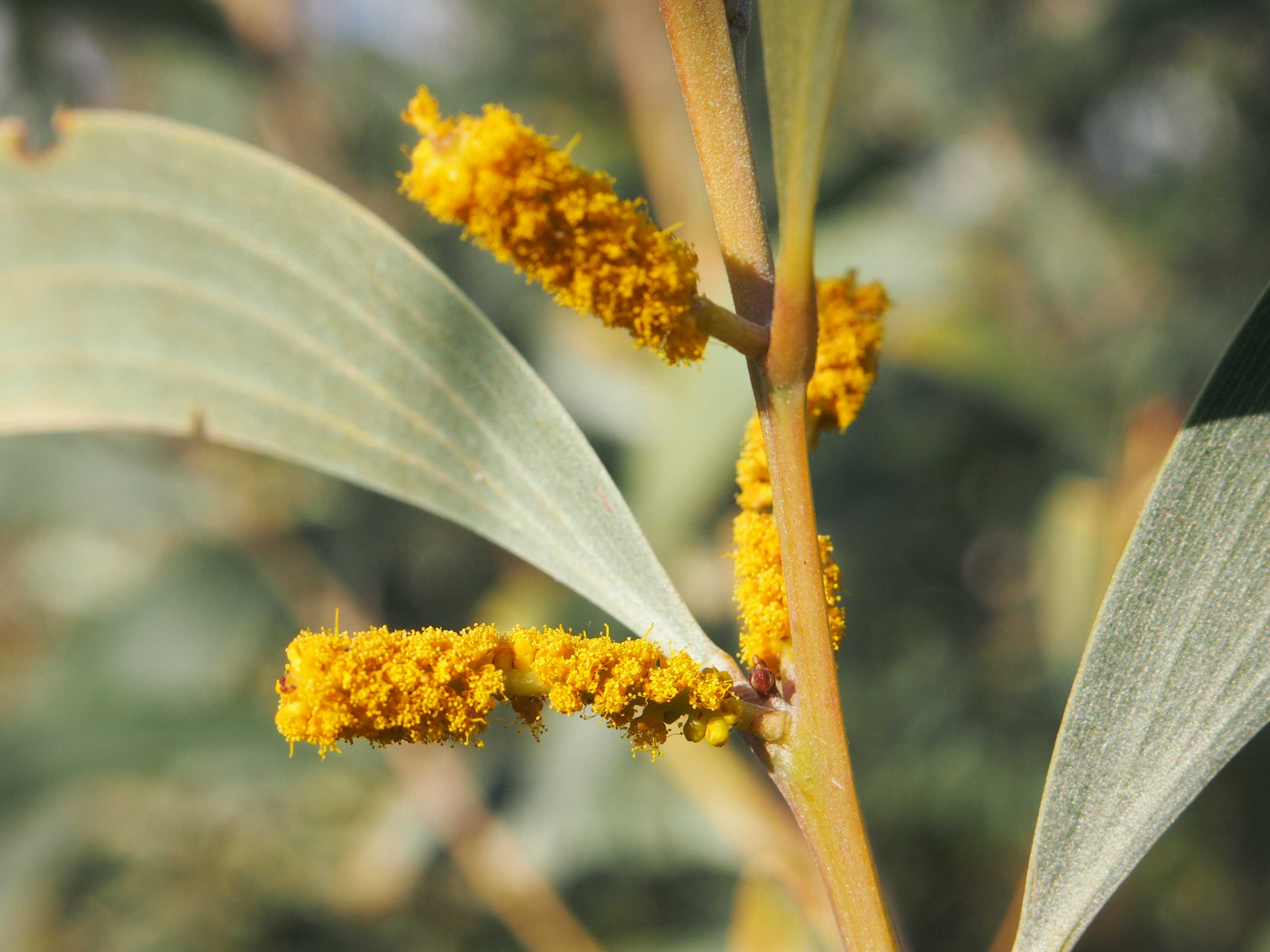
Квіткові колоси

Кущ відкритий і веретеноподібний і зазвичай досягає висоти від 1 до 5 метрів. Цвіте з липня по жовтень, утворюючи жовті квітки. Головні гілки від висхідних до прямовисних. Крони мають рідкісне листя, зазвичай відкриті та розлогі. Кора на більшості гілок гладка, тонка і сіра, але вона темніє і стає поздовжньою тріщиною біля основи основних зрілих стебел. Від сріблястих до сріблясто-блакитно-зелених філодіїв серпоподібно загнуті по всій довжині. Довжина філодія становить від 8 до 19.5 сантиметрів, а ширина — від 7 до 22 міліметрів. У пазухах є одне або два простих суцвіття, які утворюють світло-золотисті квітконоси розміром від 15 до 33 мм з густо розташованими квітками. Після цвітіння утворюються червоно-коричневі або темно-коричневі лінійні стручки від 4 до 11 мм завдовжки й від 3 до 4 мм у товщину. Насіння всередині темно-коричневого або чорного кольору.

## Використання
A. elachantha можна використовувати для реабілітації ґрунту, оскільки він стійкий до посухи, швидко росте та добре росте на бідних ґрунтах, фіксує азот. Насіння рослини їстівне і має високу поживність. Кора містить дубильні речовини, має в’яжучу дію і може використовуватися для лікування діареї та дизентерії. Камедь також можна приймати для лікування діареї та геморою. Деревину можна використовувати для легких конструкцій, як паливо або для виготовлення деревного вугілля.